# Francisco Antonio Encina
Francisco Antonio Encina Armanet (San Javier de Loncomilla, 10 de septiembre de 1874-Santiago, 23 de agosto de 1965) fue un abogado, historiador y filósofo chileno. Su extensa Historia de Chile desde la Prehistoria hasta 1891 fue un éxito de ventas y le hizo ganar el Premio Nacional de Literatura en 1955 (cuando aún no existía el Premio Nacional de Historia). Junto con Alberto Edwards y Jaime Eyzaguirre fue unos de los tres historiadores más leídos e influyentes durante el siglo xx.
Es considerado unos de los principales intelectuales de la Generación del centenario, un grupo heterogéneo de ensayistas chilenos (entre ellos Alberto Edwards Vives, Carlos Keller, Nicolás Palacios, Tancredo Pinochet, Luis Emilio Recabarren y otros) que, a propósito de los 100 años de la independencia de Chile del Imperio Español, hicieron una valoración negativa y pesimista del proyecto republicano (tanto Edwards como él idealizaron la época del Reino de Chile). Encina, como el resto de su generación, veía una abrumadora «crisis moral de la nación», a la que se sumaba el problema de la pobreza económica.
De ideología nacionalista, racista, antidemocrática, antiliberal y antioligárquica, su obra fue citada profusamente en los años 1960 por economistas e historiadores y, pese a la gran extensión de su Historia de Chile, en la actualidad «ha sido leída (por lo menos parcialmente) por la mayor parte de los chilenos con un nivel cultural mediano». Su figura permanece tanto influyente como polémica, particularmente por las afirmaciones de carácter racista que impregnan su obra; a diferencia de Palacios, Encina no veía el mestizaje como algo positivo, sino como un hecho corruptor del «elemento superior godo». El cruzamiento con el indígena habría sido lo que habría privado a Chile de un mejor destino histórico, del mismo modo, postulaba que la crisis nacional de principios de siglo XX se explicaba, en parte al menos, por el factor racial.
En la actualidad, uno de sus mayores críticos dentro del mundo académico es el historiador Sergio Villalobos, quien suele desechar su obra por el racismo que acusa en ella (aun cuando el propio Villalobos es tachado de racista por sus colegas). Por el contrario, el historiador Alfredo Jocelyn-Holt ha escrito que «es difícil encontrar un historiador chileno más reflexivo, más dispuesto a pensar y repensar la historia y no solo contentarse con investigarla y escribirla», y  lo define junto a Alberto Edwards como «nuestros pensadores políticos más influyentes del siglo XX». El filósofo Hugo Eduardo Herrera es uno de los intelectuales contemporáneos que más ha rescatado sus ideas, en particular por su «destacable capacidad de combinar la penetración prospectiva en la situación concreta con ideas que permiten comprenderla iluminadoramente», y la «[indudable] densidad filosófica de su pensamiento» que el académico encuentra en sus ensayos políticos.
Durante su incursión política fue diputado de la República en dos ocasiones (1906-1909; 1909-1912) por Linares, Parral y Loncomilla mientras militaba en el Partido Nacional (monttvarista). Unos años más tarde fundó el efírmero Partido Nacionalista de Chile junto con Alberto Edwards Vives, Luis Galdames Galdames y Ramón Subercaseaux Pérez. Sus libros Nuestra inferioridad económica (1912) y La educación económica y el liceo (1912) fueron la base teórica del movimiento.

## Biografía

### Origen familiar

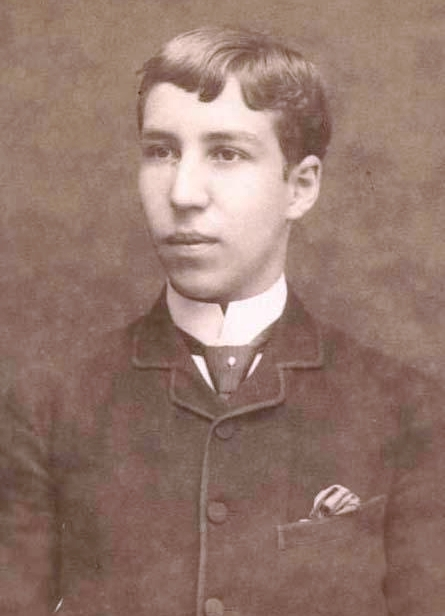
Francisco Encina, hacia 1894

Hijo de Pacífico Encina Romero, quien fue diputado entre 1891 y 1894, y de Justina Armanet Vergara, perteneció a una familia de importantes hacendados que tuvieron una gran influencia social y política en la zona del Maule Sur, principalmente en la provincia de Linares. Entre sus antepasados directos se encuentran los militares y hacendados coloniales José Francisco Vergara Rojas, José Vergara Silva, José Miguel Martínez de Vergara y Carbonell, José Martínez de Vergara y Varas y Juan Martínez de Vergara y Leiva Sepúlveda. Es de origen francés a través de su madre, quien era hija del inmigrante Francisco Armanet y Gérard (nacido en Pau, Francia); y nieta de Joseph Antoine Armanet, un oficial de los ejércitos de Napoleón Bonaparte y ayudante de campo del Mariscal Michel Ney en la batalla de Waterloo.
Su trastatarabuelo, el italiano Giovanni della Croce Bernardotte, fue uno de los principales fundadores de Talca. Mientras que su tataratioabuelo Nicolás de la Cruz Bahamonde, I Conde de Maule, llegó a ser Diputado en las Cortes de Madrid por el Reino de Chile.

### Primeros años y formación
En su adolescencia, se destacó por su excelente rendimiento académico y su afición a la lectura de obras filosóficas. Estudió en el Liceo de Talca (actual Liceo Abate Molina), que por ese entonces tenía como rector a Adolfo Armanet, tío de su madre y quien sería de mucha importancia en su educación. Cuando debió rendir sus exámenes finales para aprobar el bachillerato, solicitó una comisión especial traída desde Santiago. Ingresó a la Universidad de Chile, donde cursó la carrera de Derecho, obteniendo su título de abogado en 1896. El propio Encina mencionaría que en su etapa universitaria tanto los hermanos Larraguirre como Valentín Letelier fueron un importe estímulo intelectual. Tras un breve ejercicio profesional, se dedicó por entero a sus labores agrícolas.

### Vida política e intelectual
Ingresó en 1906 a la actividad política, siendo electo como diputado por el Partido Nacional en dos ocasiones (1906 y 1912). Luego de esto, no volvió a ocupar otro cargo público. Durante los gobiernos parlamentarios se le ofrecieron numerosas carteras, específicamente como Ministro de Hacienda, de Justicia y de Educación e Instrucción, negándose a tomar cualesquiera de ellas.
En 1912 publicó su primer libro Nuestra inferioridad económica, una recopilación de conferencias que había realizado durante año anterior, y La educación económica y el liceo, ambos textos vinculados al Congreso Pedagógico realizado en Chile en 1912. Este material fue la base ideológica del proyecto que llevó a cabo junto con otros intelectuales de la época, el Partido Nacionalista, propuesta que no prosperó por lo que se alejó de la política activa. El partido buscaba erradicar la influencia la religión de la política, robustecer el Poder Ejecutivo, crear un Banco Cnetral, proteger la industria nacional, favorecer al nacional en desmedro del capital foráneo, y establecer la educación primaria obligatoria.
Viviendo una vida campesina y rural, Encina fue coleccionando documentos y libros sobre la historia de Chile; en 1934 lanzó una nueva y polémica obra: Portales. Al año siguiente fue admitido en la Academia Chilena de la Historia, en cuyo discurso de ingreso trató los temas que profundizaría en La literatura histórica chilena y el concepto actual de la historia (1935). A esta le siguió su más célebre libro: la Historia de Chile desde la Prehistoria hasta 1891, editada en veinte tomos por la Editorial Nascimento. El éxito de su Historia de Chile fue tan grande que se ha republicado numerosas veces hasta la actualidad.
En el apogeo de su fama desdeñó el puesto que se le ofreció como miembro académico de la Facultad de Filosofía y Humanidades de la Universidad de Chile, y otro como miembro de la Academia Chilena de la Lengua. Años antes ya había rechazado una cátedra de Leyes en la Universidad de Chile.
Fue galardonado con el Premio Nacional de Literatura el viernes 4 de noviembre de 1955.
Se casó con María Amelia Barker Romero, prima suya, con quien tuvo tres hijos. Su nieta Gisela Silva Encina (conocida por sus obras favorables a la Dictadura Militar) también es historiadora.

## Pensamiento

### Análisis histórico-filosófico de Chile
Encina escribe en una época bastante turbulenta, marcada por protestas y malestar social. Tanto él como los intelectuales del momento producen importantes ensayos que intentan dar respuesta a la crisis del centenario (1900-1934). Para Javier Pinedo, difunto académico de la Universidad de Talca:

[...] de los autores del centenario el más citado por los economistas, ensayistas e historiadores de los años 60 es, sin duda, Francisco Antonio Encina (a favor o en contra), porque además de encarnar el espíritu de su época, es el que propuso el programa de acción, que pareció más interesante para salirde la crisis
Javier Pinedo, Ph.D. (2005)
Dir. del Instituto de Estudios Humanísticos, Universidad de Talca

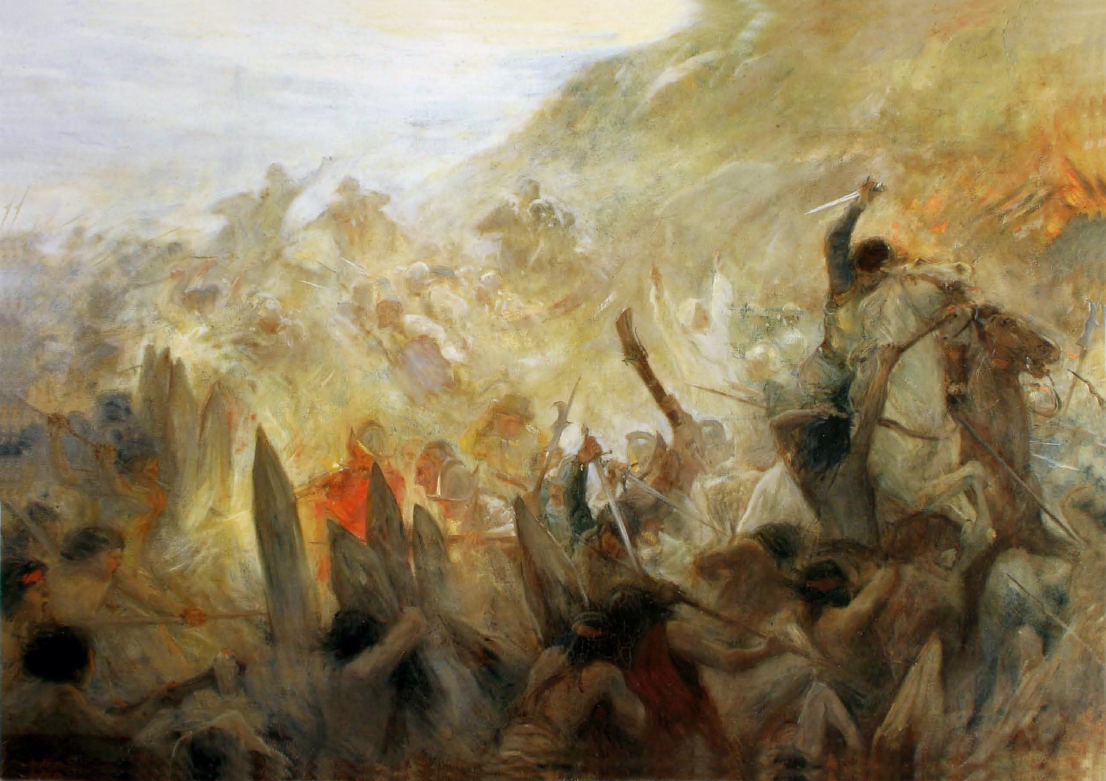
Epopeya de Chile (ca. 1904), de Pedro Subercaseaux

Al igual que su contemporáneo Alberto Edwards, Encina idealiza el Reino de Chile y la vida colonial; del mismo modo, ambos ven en Diego Portales no solo al «continuador del modelo imperial», como suele ser presentado por investigadores, (Portales no estuvo a favor de la independencia del Imperio Español) sino a quien estableció la dignidad y solidez al estado independiente que durarían el resto de los sesenta años de gobiernos pelucones y conservadores, convirtiendo a Chile en un ejemplo de estabilidad y orden político en Latinoamérica.  Al mismo tiempo creía que la aristocracia chilena había perdido su espíritu caballeresco e impetuoso por uno banal y descomprometido. Para el historiador la decadencia de la élite blanca chilena se originó con el triunfo de los liberales y la imposición de las políticas anti-estatistas del economista libertario Jean Gustave Courcelle-Seneuil (cuya influencia perdura hasta hoy en el círculo que rodea a académicos como Axel Kaiser)  que consistían en rebajar los aranceles y permitir el ingreso de productos y empresas extranjeras, con lo cual se produjo la decadencia del espíritu empresarial nacional y la entrega del país a las grandes empresas extranjeras. Aun así, la crítica de Encina se dirige a todo el conjunto de la población nacional, entre las causas de la crisis que identifica en nuestra idiosincrasia están:
- Falta de objetivos al momento de crear una empresa.
- Falta de rigor.
- La rivalidad entre empresarios y obreros.
- La obstinación en implementar una economía agraria en un país con una geografía poco apropiada para ella.
- La incapacidad para comprender los códigos de la economía moderna industrial.
- Educación tendiente a las artes liberales y no a carreras técnicas e industriales.

La solución que propone consiste en un proyecto nacionalista clásico; establecer una educación que estimule el espíritu emprendedor mientras propicia una vuelta al estatismo y un proteccionismo destinado a fortalecer la industria nacional hasta llegar al desarrollo económico.

### Interpretación racista de la historia chilena

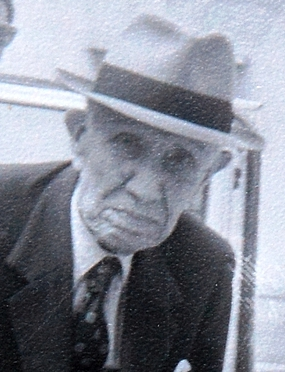
Encina durante su vejez.

El aspecto más polémico de Francisco Antonio Encina es la interpretación racista que hace de los hechos. La influencia que tuvo el médico Nicolás Palacios en su obra fue admitida por él mismo, y se ve reflejada en que ambos creen que los conquistadores españoles en Chile tienen una composición étnica distinta a la del resto de colonias y del «español peninsular promedio». Para ambos autores el criollo chileno desciende de españoles con mayor carga genética nórdica (pueblo visigodo), aunque Encina matiza esta teoría afirmando que Palacios exageró en la proporción. También postulan que el mestizaje alteró las cualidades psicológicas de la población, sin embargo, encuentran su mayor diferencia en la valoración que hacen este hecho: Encina lamenta que el mestizaje destruyó la eventual prosperidad que si tuvieron las colonias europeas en Norteamérica que mantuvieron intacta su sangre europea, mientras que Palacios es favorable a la mixtura étnica del chileno. 
Para Encina, la estratificación de la sociedad criolla y el poder político de la aristocracia tiene una explicación racial: «la sociedad chilena quedó constituida por una gama social, que, en general, coincide con la gama étnica: arriba, el chileno más cargado de sangre española y, abajo, el más cargado de sangre aborigen».
Una de las tesis de Nuestra inferioridad económica (1912) es que el mestizo desciende de dos razas cuya psicología era todavía rudimentaria y hostil al trabajo manual; por un lado, el blanco español:

[...] suministró el aporte paterno de nuestra raza fue más guerrero, más audaz y más enérgico, en una palabra, un elemento étnico mucho más próximo aun al tipo netamente militar [...] Como consecuencia de esta proximidad a la etapa militar, compartía el desprecio que todas las razas en el mismo estado social han profesado por los oficios manuales, por el comercio y por la actividad económica en general.

Mientras que el indígena:

[...] no había salido de la barbarie, no sólo tenía invencible repugnancia por el trabajo, sino que aún no había desenvuelto las aptitudes que lo hacen posible.

### Influencias
Las influencias de Encina se encuentran en compatriotas y coetáneos como Nicolás Palacios y Alberto Edwards; de este último absorbió muchos conceptos y coordenadas de la filosofía spengleriana. 
Herbert Spencer y Charles Darwin también fueron esenciales en su desarrollo intelectual, y está documentado que leyó de primera mano a los filósofos racistas y teóricos raciales de la época, entre quienes destaca el francés Joseph Arthur de Gobineau, a quien citó en La literatura histórica chilena y el concepto actual de la historia (1935). Los trabajos de Gustave Le Bon y Georges Vacher de Lapouge fueron citados en Historia de Chile (Tomo V y Tomo III respectivamente).

## Historia de Chile

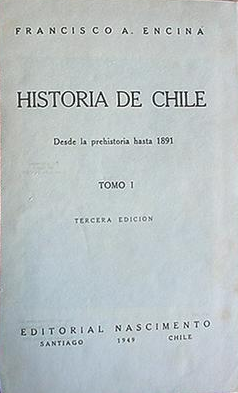
Primera página de la Historia de Chile. Edición de 1949.

Esta fue su obra cúlmine, aunque no exenta de polémica. Se acusa a la obra de racista, al tratar directamente a los indígenas como «razas inferiores», además de usar una teoría según la cual el comportamiento político de las personas está determinada por las razas que integran su sangre. Así, por ejemplo, el presidente Manuel Montt fue resistido por la aristocracia castellano-vasca por ser de ascendencia catalana, por lo que chocaron los genios de las razas.
Sin embargo, la acusación más dura que se le hace es la de plagiar a Diego Barros Arana, el autor de la Historia General de Chile. Entre sus defensores se encontraba el crítico literario Hernán Díaz Arrieta (Alone) y el secretario-discípulo de Encina, Leopoldo Castedo, quien hizo un resumen de su historia en tres tomos eliminando los elementos racistas y agregando iconografía.
El estilo narrativo atractivo de Encina lo convirtió en un éxito de ventas imprimiendo la Editorial Nascimento más de 200 mil ejemplares, y reeditándose varias veces, siendo la más famosa la que realizó la revista Ercilla en 1984 regalando tomos del libro junto a la revista, por lo que se volvió común encontrarlo en los anaqueles de los hogares chilenos.
Esta obra ha sido considerada como el esfuerzo individual más grande en la historiografía americana, contando con cerca de once mil páginas. Debido a esto, y a otras razones, logró atraer a un público mucho más amplio de lo esperado, en especial si se considera su extensión, gracias a su extraordinaria capacidad de narrador, añadido a una pluma amena. 
La Historia de Chile (1891-1973) de Gonzalo Vial Correa se considera como la continuadora de la Historia de Chile de Encina, al iniciar su relato a partir de 1891.

## Obras
- Nuestra inferioridad económica, sus causas, sus consecuencias (1912) e-book en formato pdf (29.024 kb)
- La educación económica y el liceo (1912)
- Portales: Introducción a la Historia de la época de Diego Portales (1934)
- El nuevo concepto de la Historia (1935)
- La literatura histórica chilena y el concepto actual de la historia (1935) e-book en formato pdf (42.533 kb)
- Historia de Chile desde la Prehistoria hasta 1891 (20 tomos, 1952)
- La entrevista de Guayaquil: Fin del protectorado y defunción del ejército libertador chileno (1953)
- Emancipación de la presidencia de Quito, del Virreinato de Lima y del Alto Perú (1954)
- Resumen de la Historia de Chile (redacción de Leopoldo Castedo) (1954)
- La relación entre Chile y Bolivia (1841-1963) (1963)
- Bolívar y la independencia de la América española (biografía en 8 tomos, Editorial Nascimento, Santiago, 1957-1965)
- Ensayos sobre el pensamiento histórico (compilación póstuma, Puangue, 2022)